# Waldemar Kaszubski
Waldemar Kaszubski (Stettino, 24 agosto 1937) è un ex calciatore polacco.

## Carriera
Si forma nel Unia Połczyn Zdrój, società con cui, in barba ai regolamenti che ne avrebbero vietato l'impiego data la giovane età, esordisce anche in prima squadra sfruttando la sua notevole statura.
Rimane con la squadra di Połczyn-Zdrój sino all'agosto del 1954. Nel settembre 1954 passa al Kolejarz, entrando a far parte della prima squadra dal gennaio seguente.
Nel 1955 viene invitato da Roman Lentner a trasferirsi nel Górnik Zabrze ma Kaszubski rifiutò per continuare a stare vicino all'allenatore Florian Krygier, che considerava come un secondo padre. Nell'autunno dello stesso anno la sua squadra assume il nome di Pogoń Stettino.
Nel 1957 si ammala di tubercolosi: è costretto a fermarsi per due anni, tornando ad allenarsi nel 1960. Nel 1963 l'allenatore Marian Suchogorski lo reinserisce in pianta stabile nella squadra, esordendo così nella massima serie polacca. Con il suo club gioca nella massima divisione sino alla stagione 1964-1965, terminata con la retrocessione in cadetteria. Con il Pogoń Stettino ha giocato 56 incontri nella massima serie polacca.
Nella stagione 1966-1967 torna a giocare nella massima serie con il Zawisza Bydgoszcz, retrocedendo in cadetteria al termine del campionato. 
Nel 1967 si trasferisce negli Stati Uniti d'America per giocare dapprima nei Chicago Eagles e poi nei Chicago Spurs, società militante in NPSL I. Con gli Spurs ottenne il terzo posto nella Western Division.
Nella stagione 1968, prima edizione della NASL, dopo aver iniziato il campionato al K.C. Spurs, società nata dal trasferimento degli Spurs a Kansas City, viene ingaggiato dal St. Louis Stars, squadra con cui ottiene il terzo posto della Gulf Division.
Nel 1968 torna in patria per giocare nel Zawisza Bydgoszcz. Successivamente torna al Pogoń Stettino ma restando relegato alla seconda squadra. Chiuderà la carriera agonistica nel 1973.
Dopo aver svolto il ruolo di team manager per alcune società in patria, nel 1978 si trasferisce con la moglie e la figlia a Chicago e poi nella vicina Niles, ove resta a vivere lavorando sino alla pensione nelle ferrovie.